# Eleições municipais na Suécia em 2018

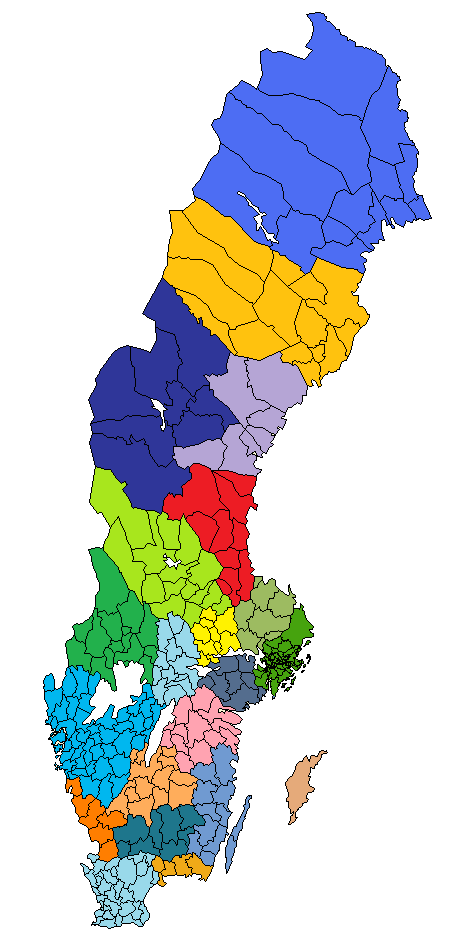
As comunas e os condados da Suécia

As eleições municipais suecas de 2018 realizaram-se no domingo dia 9 de setembro de 2018.

Nestas eleições foram eleitos os deputados municipais/vereadores para as 290 assembleias municipais/câmaras municipais - kommunfullmäktige - da Suécia no período de 2018-2022.

## Resultados
Os resultados finais estão publicados na página: Resultados das Eleições municipais - Autoridade das Eleições

### Resultados totais em todos os municípios
| Partido                            | Votos % | Número de Deputados |
| ---------------------------------- | ------- | ------------------- |
| Partido Social-Democrata (S)       | 27,58%  | 3 752               |
| Partido Moderado (M)               | 20,06%  | 2 396               |
| Partido dos Democratas Suecos (SD) | 12,74%  | 1 806               |
| Partido do Centro (C)              | 9,67%   | 1 603               |
| Partido da Esquerda (V)            | 7,69%   | 808                 |
| Partido Liberal (L)                | 6,81%   | 689                 |
| Partido Democrata-Cristão (KD)     | 5,20%   | 676                 |
| Partido Verde (MP)                 | 4,62%   | 395                 |
| Iniciativa Feminista (Fi)          | 0,95%   | 22                  |

### Resultados noMunicípio de Estocolmo2018
| Partido                            | Votos % |
| ---------------------------------- | ------- |
| Partido Social-Democrata (S)       | 22.3%   |
| Partido Moderado (M)               | 21.0%   |
| Partido da Esquerda (V)            | 13.0%   |
| Partido Liberal (FP)               | 10.1%   |
| Partido Verde (MP)                 | 8.3%    |
| Partido dos Democratas Suecos (SD) | 8.0%    |
| Partido do Centro (C)              | 7.9%    |
| Partido Democrata-Cristão (KD)     | 5.1%    |
| Iniciativa Feminista (Fi)          | 3.3%    |

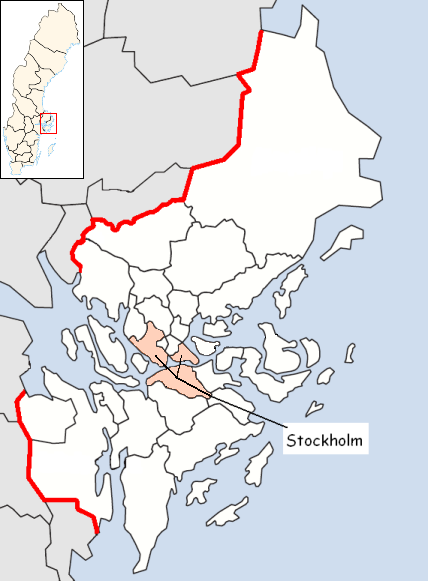
A Comuna de Estocolmo - no centro do Condado de Estocolmo

O novo governo da Comuna de Estocolmo é uma coligação verde-azul, apoiada pelo Partido Moderado, pelo Partido Liberal, pelo Partido do Centro, pelo Partido Democrata-Cristão e pelo Partido Verde.

### Resultados noMunicípio de Gotemburgo2018
| Partido                                 | Votos % |
| --------------------------------------- | ------- |
| Partido Social-Democrata (S)            | 20.5%   |
| Partido Democrata (M)                   | 17.0%   |
| Partido Moderado (M)                    | 14.5%   |
| Partido da Esquerda (V)                 | 12.6%   |
| Partido dos Democratas Suecos (SD)      | 8.3%    |
| Partido Liberal (FP)                    | 7.2%    |
| Partido Verde (MP)                      | 6.9%    |
| Partido do Centro (C)                   | 4.0%    |
| Partido Democrata-Cristão (KD)          | 3.3%    |
| Iniciativa Feminista (Fi)               | 3.3%    |
| Partido das Estradas de Gotemburgo (VV) | 1.9%    |

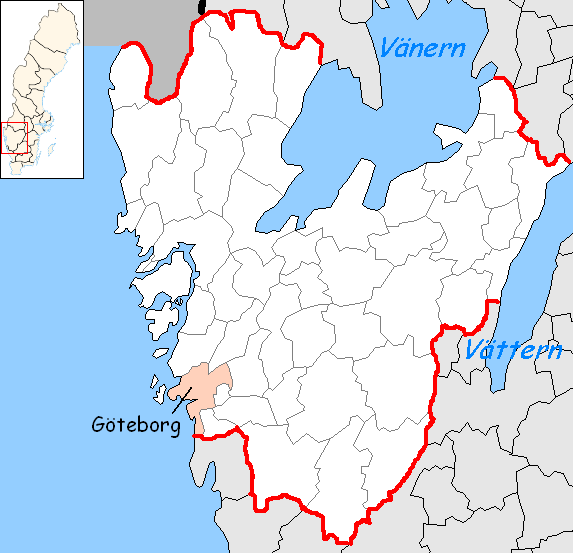
A Comuna de Gotemburgo - na Condado da Västra Götaland

O novo governo da Comuna de Gotemburgo é uma coligação de centro-direita, apoiada pelo Partido Moderado, pelo Partido Liberal, pelo Partido do Centro e pelo Partido Democrata-Cristão.

### Resultados noMunicípio de Malmö2018
| Partido                            | Votos % |
| ---------------------------------- | ------- |
| Partido Social-Democrata (S)       | 31.1%   |
| Partido Moderado (M)               | 20.7%   |
| Partido dos Democratas Suecos (SD) | 16.3%   |
| Partido da Esquerda (V)            | 11.1%   |
| Partido Liberal (FP)               | 6.0%    |
| Partido Verde (MP)                 | 5.4%    |
| Partido do Centro (C)              | 4.2%    |
| Partido Democrata-Cristão (KD)     | 2.3%    |
| Iniciativa Feminista (Fi)          | 1.9%    |

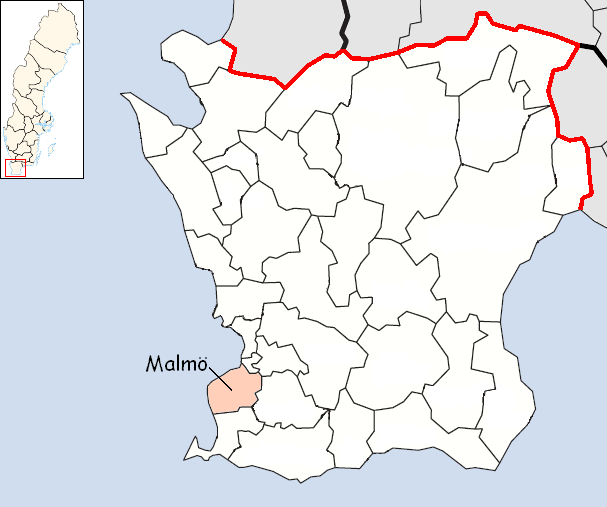
A Comuna de Malmö no Condado da Escânia

O novo governo da Comuna de Malmö é constituído pelo Partido Social-Democrata.

## O sistema eleitoral sueco

### Eleições nacionais – regionais – municipais
Simultaneamente são realizadas 3 eleições na Suécia:

- Eleições legislativas para o Parlamento
- Eleições regionais
- Eleições municipais para as Comunas

### As eleições municipais na Suécia
Nas eleições municipais suecas, são eleitos deputados municipais/vereadores para as 290 assembleias municipais/câmaras municipais do país.

Estas eleições têm lugar de quatro em quatro anos, e são realizadas simultaneamente com as eleições legislativas para o parlamento (riksdagen) e com as eleições regionais para os condados (landsting).
Podem votar nas eleições municipais :

- Cidadãos suecos
- Cidadãos da União Europeia residentes no município
- Cidadãos estrangeiros residentes no município há mais de 3 anos

Desde 1998, é possível assinalar o candidato preferido através de uma cruz na cédula de voto.